# Мастер спорта России
«Мастер спорта России» (МС) — федеральное государственное спортивное звание первой категории в Российской Федерации.
Следующее вышестоящее звание — Мастер спорта России международного класса, а нижестоящее — спортивный разряд кандидата в мастера спорта.

## Нормы присвоения звания
Для присвоения звания МС обязательным условием является выполнение разрядного норматива.

## Порядок присвоения
Спортивное звание МС присваивается федеральным органом исполнительной власти в области физической культуры и спорта по представлению:
- органом исполнительной власти субъекта России в области физической культуры и спорта; документы проходят согласование с соответствующей общероссийской федерацией (союзом, ассоциацией), аккредитованной федеральным органом исполнительной власти в области физической культуры и спорта;
- специально уполномоченными структурными подразделениями федеральных органов исполнительной власти — для ведомственных видов спорта.

В ряде субъектов России присваиваются спортивные звания по национальным видам спорта:
- Мастер спорта Республики Алтай;
- Мастер спорта Республики Коми;
- Мастер спорта Республики Саха (Якутия);
- Мастер спорта Республики Татарстан;
- Мастер спорта Удмуртской Республики;
- Мастер спорта Кубани;
- Мастер спорта Архангельской области.